# Hyundai R
Hyundai R — дизельный двигатель внутреннего сгорания южнокорейской компании Hyundai Motors.

## 2.0 L (D4HA)
- Hyundai Santa Fe (2009—2020)
- Hyundai Tucson/ix35 (2009—2020)
- Kia Sorento (2009—2020)
- Kia Sportage (2010—2021)

## 2.2 L (D4HB)
- Hyundai Grandeur (2011—2019)
- Hyundai Palisade (2018 — настоящее время)
- Hyundai Santa Fe (2009—2020)
- Hyundai Staria (2021 — настоящее время; доработан)
- Kia Carnival (2010—2020)
- Kia Sorento (2009—2020)

## 2.2 L FR (D4HC)
- Genesis G70 (2017 — настоящее время)
- Genesis G80 (DH) (2016—2020)
- Kia Stinger (2017—2020)